# Turn- und Sportverein Bayer 04 Leverkusen 1997-1998
Questa voce raccoglie le informazioni riguardanti il Turn- und Sportverein Bayer 04 Leverkusen nelle competizioni ufficiali della stagione 1997-1998.

## Stagione
Nella stagione 1997-1998, il Bayer Leverkusen si classificò terzo in Bundesliga e venne eliminato ai quarti di finale sia in Coppa di Germania che in Champions League (contro il Real Madrid poi vincitore). Ulf Kirsten con 22 reti in 34 gare vinse per la seconda volta consecutiva il titolo di capocannoniere della Bundesliga.
Il Bayer in questa stagione conquistò anche il record di maggior numero di pareggi in campionato, 13, insieme allo Schalke 04 ed ebbe la miglior differenza reti con 25 reti segnate in più di quelle subite.
Al termine della stagione, i seguenti giocatori vennero convocati per le rispettive nazionali in vista dei campionati mondiali di Francia 98: Emerson per il Brasile, Jan Heintze per la Danimarca, Christian Wörns e Ulf Kirsten per la Germania.

## Maglie e sponsor
Lo sponsor che compare sulle maglie della società è Aspirin, prodotto della casa farmaceutica Bayer proprietaria del team.
Lo sponsor tecnico è il marchio Tedesco Adidas.
| Casa | Trasferta | Terza |  |

## Rosa
| N. |                        | Ruolo | Calciatore       |
| -- | ---------------------- | ----- | ---------------- |
| 1  | Germania (bandiera)    | P     | Rüdiger Vollborn |
| 2  | Croazia (bandiera)     | D     | Robert Kovač     |
| 3  | Germania (bandiera)    | D     | Markus Happe     |
| 4  | Germania (bandiera)    | D     | Christian Wörns  |
| 5  | Germania (bandiera)    | D     | Jens Nowotny     |
| 6  | Croazia (bandiera)     | D     | Boris Živković   |
| 7  | Croazia (bandiera)     | C     | Niko Kovač       |
| 8  | Norvegia (bandiera)    | C     | Bent Skammelsrud |
| 9  | Germania (bandiera)    | A     | Ulf Kirsten      |
| 10 | Brasile (bandiera)     | C     | Emerson          |
| 11 | Paesi Bassi (bandiera) | A     | Erik Meijer      |
| 12 | Polonia (bandiera)     | C     | Adam Ledwoń      |
| 13 | Ghana (bandiera)       | D     | Daniel Addo      |
| 14 | Germania (bandiera)    | A     | Markus Feldhoff  |
| 15 | Germania (bandiera)    | A     | Paulo Rink       |

| N. |                        | Ruolo | Calciatore                      |
| -- | ---------------------- | ----- | ------------------------------- |
| 16 | Rep. Ceca (bandiera)   | C     | Martin Frýdek (calciatore 1969) |
| 17 | Germania (bandiera)    | C     | Hans-Peter Lehnhoff             |
| 18 | Germania (bandiera)    | C     | Andreas Voss                    |
| 19 | Danimarca (bandiera)   | D     | Jan Heintze                     |
| 20 | Germania (bandiera)    | C     | Dirk Lottner                    |
| 22 | Germania (bandiera)    | C     | Stefan Beinlich                 |
| 23 | Germania (bandiera)    | P     | Dirk Heinen                     |
| 24 | Germania (bandiera)    | A     | Sebastian Helbig                |
| 25 | Germania (bandiera)    | C     | Thorsten Nehrbauer              |
| 26 | Germania (bandiera)    | C     | Thorsten Wittek                 |
| 27 | Germania (bandiera)    | A     | Thomas Reichenberger            |
| 28 | Germania (bandiera)    | C     | Carsten Ramelow                 |
| 29 | Polonia (bandiera)     | A     | Markus Zuraski                  |
| 30 | Lussemburgo (bandiera) | C     | Manuel Cardoni                  |
| 31 | Germania (bandiera)    | P     | Jörg Schmadtke                  |

## Organigramma societario
Area tecnica
- Allenatore: Christoph Daum
- Allenatore in seconda: Peter Hermann, Roland Koch
- Preparatore dei portieri: Werner Friese
- Preparatori atletici:

## Calciomercato

### Sessione estiva
| Acquisti | Acquisti                        | Acquisti            | Acquisti |
| R.       | Nome                            | da                  | Modalità |
| -------- | ------------------------------- | ------------------- | -------- |
| C        | Stefan Beinlich                 | Hansa Rostock       |          |
| C        | Emerson                         | Grêmio              |          |
| C        | Martin Frýdek (calciatore 1969) | Sparta Praga        |          |
| C        | Dirk Lottner                    | Fortuna Colonia     |          |
| C        | Thorsten Nehrbauer              | Bayer Leverkusen II |          |
| A        | Thomas Reichenberger            | Wehen Wiesbaden     |          |
| A        | Paulo Rink                      | Athl. Paranaense    |          |
| P        | Jörg Schmadtke                  | Friburgo            |          |
| D        | Boris Živković                  | Dinamo Zagabria     |          |
| C        | Markus Zuraski                  | Verl                |          |

| Cessioni | Cessioni         | Cessioni           | Cessioni |
| R.       | Nome             | a                  | Modalità |
| -------- | ---------------- | ------------------ | -------- |
| C        | René Rydlewicz   | Arminia Bielefeld  |          |
| P        | Lars Leese       | Barnsley           |          |
| A        | Paulo Sérgio     | Roma               |          |
| C        | Claudio Reyna    | Wolfsburg          |          |
| C        | Mike Rietpietsch | Fortuna Düsseldorf |          |
| D        | Daniel Schumann  | Friburgo           |          |
| C        | Zé Elias         | Inter              |          |

### Sessione invernale
| Acquisti | Acquisti         | Acquisti     | Acquisti |
| R.       | Nome             | da           | Modalità |
| -------- | ---------------- | ------------ | -------- |
| C        | Adam Ledwoń      | GKS Katowice |          |
| C        | Bent Skammelsrud | Rosenborg    |          |

| Cessioni | Cessioni          | Cessioni       | Cessioni |
| R.       | Nome              | a              | Modalità |
| -------- | ----------------- | -------------- | -------- |
| C        | Andreas Neuendorf | Hertha Berlino |          |

## Risultati

### Bundesliga

#### Girone di andata
| Arbitro: | Wagner |

|                               |           |             |
| de Kock 59’ van Hoogdalem 65’ | Marcatori | 10’ Kirsten |

| Arbitro: | Albrecht |

|                                    |           |                        |
| Kirsten 60’ Meijer 69’ Ramelow 84’ | Marcatori | 37’ Juran 83’ Dickhaut |

| Arbitro: | Steinborn |

|           |           |  |
| Bobic 18’ | Marcatori |  |

| Arbitro: | Merk |

|                                                             |           |           |
| Meijer 15’ Kovač 22’ Kirsten 58’, 59’ Lehnhoff 67’ Rink 78’ | Marcatori | 4’ Häßler |

| Arbitro: | Krug |

|                       |           |             |
| Labbadia 42’ Bode 75’ | Marcatori | 56’ Kirsten |

| Arbitro: | Heynemann |

|                                   |           |                                  |
| Hofschneider 60’ (aut.) Wörns 78’ | Marcatori | 47’ Borimirov 71’ (rig.) Winkler |

| Arbitro: | Wack |

|                            |           |                    |
| Kuntz 12’ (rig.) Fuchs 79’ | Marcatori | 43’ (rig.) Kirsten |

| Arbitro: | Strampe |

|              |           |           |
| Feldhoff 87’ | Marcatori | 45’ Lange |

| Arbitro: | Fandel |

|                            |           |          |
| Hajto 11’ (aut.) Happe 22’ | Marcatori | 5’ Salou |

| Arbitro: | Zerr |

|  |           |              |
|  | Marcatori | 67’ Beinlich |

| Arbitro: | Albrecht |

|           |           |            |
| Happe 72’ | Marcatori | 86’ Rische |

| Arbitro: | Buchhart |

|                             |           |                         |
| Pettersson 9’ Andersson 89’ | Marcatori | 23’ Meijer 78’ Feldhoff |

| Arbitro: | Merk |

|                                 |           |            |
| Kirsten 37’ (rig.) Lehnhoff 80’ | Marcatori | 81’ Präger |

| Arbitro: | Steinborn |

|  |           |             |
|  | Marcatori | 56’ Heintze |

| Arbitro: | Heynemann |

|                                   |           |                      |
| Heintze 45’ Kirsten 69’, 90’, 90’ | Marcatori | 6’ Élber 24’ Jancker |

| Arbitro: | Strampe |

|                     |           |                                 |
| Arnold 3’ Čović 32’ | Marcatori | 62’ Kirsten 66’ (rig.) Beinlich |

| Arbitro: | Krug |

|                                  |           |  |
| Meijer 18’ Kirsten 37’, 89’, 90’ | Marcatori |  |

#### Girone di ritorno
| Leverkusen 6 dicembre 1997, ore 15:30 CET 18ª giornata | Bayer Leverkusen | 0 – 0 referto | Schalke 04 | Ulrich-Haberland-Stadion (22 500 spett.)\| Arbitro: \| Stark \| |
| Arbitro:                                               | Stark            |               |            |                                                                 |

| Bochum 14 dicembre 1997, ore 18:00 CET 19ª giornata | Bochum | 0 – 0 referto | Bayer Leverkusen | Ruhrstadion (22 009 spett.)\| Arbitro: \| Zerr \| |
| Arbitro:                                            | Zerr   |               |                  |                                                   |

| Arbitro: | Koop |

|                                                         |           |           |
| Beinlich 2’, 19’ Rink 15’, 79’ Lehnhoff 76’ Heintze 80’ | Marcatori | 34’ Bobic |

| Arbitro: | Krug |

|                    |           |          |
| Ramelow 10’ (aut.) | Marcatori | 23’ Rink |

| Arbitro: | Fröhlich |

|                                                |           |                  |
| Kirsten 7’, 66’ (rig.) Meijer 71’ Beinlich 85’ | Marcatori | 37’ (rig.) Brand |

| Arbitro: | Heynemann |

|                              |           |                                     |
| Hobsch 12’ Agostino 68’, 70’ | Marcatori | 59’ Kirsten 73’ Happe 75’, 83’ Rink |

| Leverkusen 28 febbraio 1998, ore 15:30 CET 24ª giornata | Bayer Leverkusen | 0 – 0 referto | Arminia Bielefeld | Ulrich-Haberland-Stadion (22 500 spett.)\| Arbitro: \| Merk \| |
| Arbitro:                                                | Merk             |               |                   |                                                                |

| Arbitro: | Fandel |

|            |           |                          |
| Studer 46’ | Marcatori | 13’ Kirsten 39’ Živković |

| Arbitro: | Wagner |

|            |           |             |
| Osthoff 4’ | Marcatori | 36’ Emerson |

| Arbitro: | Berg |

|                      |           |                    |
| Rink 62’ Kirsten 80’ | Marcatori | 20’, 78’ Chapuisat |

| Arbitro: | Zerr |

|  |           |                                   |
|  | Marcatori | 61’ Beinlich 78’ Rink 90’ Kirsten |

| Arbitro: | Kemmling |

|             |           |                |
| Kirsten 49’ | Marcatori | 51’ Pettersson |

| Arbitro: | Wack |

|            |           |  |
| Greiner 6’ | Marcatori |  |

| Arbitro: | Albrecht |

|                                                                     |           |  |
| Ramelow 13’ Kirsten 37’ Meijer 64’ Beinlich 71’ Hertzsch 73’ (aut.) | Marcatori |  |

| Arbitro: | Steinborn |

|                           |           |          |
| Tarnat 16’ Rizzitelli 49’ | Marcatori | 83’ Rink |

| Arbitro: | Krug |

|  |           |                   |
|  | Marcatori | 65’ (rig.) Rekdal |

| Arbitro: | Strampe |

|                         |           |                          |
| Munteanu 24’ Scherr 61’ | Marcatori | 83’ Feldhoff 88’ Lottner |

### Coppa di Germania
| Arbitro: | Kemmling |

|  |           |                       |
|  | Marcatori | 65’ Kovač 77’ Kirsten |

| Arbitro: | Fleischer |

|                            |           |               |
| Feldhoff 50’ Beinlich 105’ | Marcatori | 89’ Dembiński |

| Arbitro: | Berg |

|                                |                      |                                         |
| Kirsten 28’                    | Marcatori            | 72’ Reeb                                |
| Beinlich Heintze Feldhoff Rink | Tiri di rigore 4 – 3 | Breitkreutz Meißner Fuchs Ivanović Koch |

| Arbitro: | Steinborn |

|                         |           |  |
| Nerlinger 42’ Élber 74’ | Marcatori |  |

### Coppa di Lega
| Arbitro: | Prengel |

|                                                         |                      |                                                                  |
| Reich 6’ Dundee 81’                                     | Marcatori            | 5’ Beinlich 21’ Kirsten                                          |
| Häßler Régis Reich Keller Dundee Hengen Gilewicz Nyarko | Tiri di rigore 6 – 5 | Kovač Kirsten Heintze Rydlewicz Neuendorf Beinlich Happe Ramelow |

### Champions League

#### Fase di qualificazione
| Arbitro: | Mikkelsen |

|                                                              |           |              |
| Lehnhoff 5’ Ramelow 44’ Meijer 47’, 62’ Kirsten 56’ Rink 85’ | Marcatori | 59’ Iashvili |

| Arbitro: | Durkin |

|            |           |  |
| Mujiri 11’ | Marcatori |  |

#### Fase a gironi
| Arbitro: | Braschi |

|                     |           |  |
| Beinlich 40’ (rig.) | Marcatori |  |

| Arbitro: | Elleray |

|                                |           |  |
| Henry 30’, 84’ Ikpeba 73’, 90’ | Marcatori |  |

| Arbitro: | Khusainov |

|  |           |                          |
|  | Marcatori | 70’ Beinlich 82’ Emerson |

| Arbitro: | Çakar |

|                                      |           |           |
| Emerson 16’, 73’ Rink 84’ Frýdek 90’ | Marcatori | 44’ Hadji |

| Arbitro: | Poll |

|  |           |                         |
|  | Marcatori | 55’ Emerson 67’ Kirsten |

| Arbitro: | Collina |

|                         |           |                      |
| Beinlich 29’ Meijer 57’ | Marcatori | 63’ Pignol 81’ Henry |

#### Fase a eliminazione diretta
| Arbitro: | Nielsen |

|              |           |              |
| Beinlich 18’ | Marcatori | 74’ Karembeu |

| Arbitro: | Levnikov |

|                                              |           |  |
| Karembeu 50’ Morientes 57’ Hierro 90’ (rig.) | Marcatori |  |

## Statistiche

### Statistiche di squadra
| Competizione      | Punti | In casa | In casa | In casa | In casa | In casa | In casa | In trasferta | In trasferta | In trasferta | In trasferta | In trasferta | In trasferta | Totale | Totale | Totale | Totale | Totale | Totale | DR  |
| Competizione      | Punti | G       | V       | N       | P       | Gf      | Gs      | G            | V            | N            | P            | Gf           | Gs           | G      | V      | N      | P      | Gf     | Gs     | DR  |
| ----------------- | ----- | ------- | ------- | ------- | ------- | ------- | ------- | ------------ | ------------ | ------------ | ------------ | ------------ | ------------ | ------ | ------ | ------ | ------ | ------ | ------ | --- |
| Bundesliga        | 55    | 17      | 9       | 7       | 1       | 43      | 17      | 17           | 5            | 6            | 6            | 23           | 22           | 34     | 14     | 13     | 7      | 66     | 39     | +27 |
| Coppa di Germania | -     | 2       | 1       | 1       | 0       | 3       | 2       | 2            | 1            | 0            | 1            | 2            | 2            | 4      | 2      | 1      | 1      | 5      | 4      | +1  |
| Coppa di Lega     | -     | 0       | 0       | 0       | 0       | 0       | 0       | 1            | 0            | 1            | 0            | 2            | 2            | 1      | 0      | 1      | 0      | 2      | 2      | 0   |
| Champions League  | -     | 5       | 3       | 2       | 0       | 14      | 5       | 5            | 2            | 0            | 3            | 4            | 8            | 10     | 5      | 2      | 3      | 18     | 13     | +5  |
| Totale            | 55    | 24      | 13      | 10      | 1       | 60      | 24      | 25           | 8            | 7            | 10           | 31           | 34           | 49     | 21     | 17     | 11     | 91     | 58     | +33 |

### Andamento in campionato
| Giornata  | 1  | 2 | 3  | 4 | 5  | 6  | 7  | 8  | 9  | 10 | 11 | 12 | 13 | 14 | 15 | 16 | 17 | 18 | 19 | 20 | 21 | 22 | 23 | 24 | 25 | 26 | 27 | 28 | 29 | 30 | 31 | 32 | 33 | 34 |
| --------- | -- | - | -- | - | -- | -- | -- | -- | -- | -- | -- | -- | -- | -- | -- | -- | -- | -- | -- | -- | -- | -- | -- | -- | -- | -- | -- | -- | -- | -- | -- | -- | -- | -- |
| Luogo     | T  | C | T  | C | T  | C  | T  | C  | C  | T  | C  | T  | C  | T  | C  | T  | C  | C  | T  | C  | T  | C  | T  | C  | T  | T  | T  | C  | T  | C  | T  | C  | C  | T  |
| Risultato | P  | V | P  | V | P  | N  | P  | N  | V  | V  | N  | N  | V  | V  | V  | N  | V  | N  | N  | V  | N  | V  | V  | N  | V  | N  | V  | N  | P  | V  | P  | N  | P  | N  |
| Posizione | 14 | 5 | 14 | 8 | 11 | 12 | 14 | 15 | 11 | 8  | 8  | 8  | 6  | 5  | 4  | 5  | 4  | 4  | 4  | 4  | 4  | 3  | 3  | 3  | 3  | 3  | 3  | 3  | 3  | 3  | 3  | 3  | 3  | 3  |

Legenda:

Luogo: C = Casa; T = Trasferta. Risultato: V = Vittoria; N = Pareggio; P = Sconfitta.

### Statistiche dei giocatori
| Giocatore        | Bundesliga | Bundesliga | Bundesliga  | Bundesliga | Coppa di Germania | Coppa di Germania | Coppa di Germania | Coppa di Germania | Coppa di Lega | Coppa di Lega | Coppa di Lega | Coppa di Lega | Champions League | Champions League | Champions League | Champions League | Totale   | Totale | Totale      | Totale     |
| Giocatore        | Presenze   | Reti       | Ammonizioni | Espulsioni | Presenze          | Reti              | Ammonizioni       | Espulsioni        | Presenze      | Reti          | Ammonizioni   | Espulsioni    | Presenze         | Reti             | Ammonizioni      | Espulsioni       | Presenze | Reti   | Ammonizioni | Espulsioni |
| ---------------- | ---------- | ---------- | ----------- | ---------- | ----------------- | ----------------- | ----------------- | ----------------- | ------------- | ------------- | ------------- | ------------- | ---------------- | ---------------- | ---------------- | ---------------- | -------- | ------ | ----------- | ---------- |
| D. Addo          | 0          | 0          | 0           | 0          | 0                 | 0                 | 0                 | 0                 | 0             | 0             | 0             | 0             | 0                | 0                | 0                | 0                | 0        | 0      | 0           | 0          |
| S. Beinlich      | 28         | 7          | 4           | 0          | 4                 | 1                 | 1                 | 0                 | 1             | 1             | 0             | 0             | 8                | 4                | 1                | 1                | 41       | 13     | 6           | 1          |
| M. Cardoni       | 0          | 0          | 0           | 0          | 0                 | 0                 | 0                 | 0                 | 0             | 0             | 0             | 0             | 0                | 0                | 0                | 0                | 0        | 0      | 0           | 0          |
| E. Emerson       | 25         | 1          | 1           | 0          | 3                 | 0                 | 1                 | 0                 | 1             | 0             | 0             | 0             | 9                | 4                | 3                | 0                | 38       | 5      | 5           | 0          |
| M. Feldhoff      | 22         | 3          | 6           | 0          | 3                 | 1                 | 0                 | 0                 | 0             | 0             | 0             | 0             | 4                | 0                | 0                | 0                | 29       | 4      | 6           | 0          |
| M. Frýdek        | 10         | 0          | 0           | 0          | 1                 | 0                 | 0                 | 0                 | 0             | 0             | 0             | 0             | 3                | 1                | 0                | 0                | 14       | 1      | 0           | 0          |
| M. Happe         | 32         | 3          | 4           | 0          | 3                 | 0                 | 1                 | 0                 | 1             | 0             | 0             | 0             | 8                | 0                | 2                | 1                | 44       | 3      | 7           | 1          |
| D. Heinen        | 32         | 0          | 0           | 0          | 4                 | 0                 | 0                 | 0                 | 1             | 0             | 0             | 0             | 10               | 0                | 0                | 0                | 47       | 0      | 0           | 0          |
| J. Heintze       | 30         | 3          | 1           | 0          | 3                 | 0                 | 0                 | 0                 | 1             | 0             | 0             | 0             | 9                | 0                | 1                | 0                | 43       | 3      | 2           | 0          |
| S. Helbig        | 0          | 0          | 0           | 0          | 0                 | 0                 | 0                 | 0                 | 0             | 0             | 0             | 0             | 1                | 0                | 0                | 0                | 1        | 0      | 0           | 0          |
| U. Kirsten       | 27         | 22         | 10          | 0          | 3                 | 2                 | 0                 | 0                 | 1             | 1             | 0             | 0             | 9                | 2                | 2                | 0                | 40       | 27     | 12          | 0          |
| N. Kovač         | 18         | 1          | 3           | 1          | 3                 | 1                 | 0                 | 0                 | 1             | 0             | 0             | 0             | 7                | 0                | 1                | 0                | 29       | 2      | 4           | 1          |
| R. Kovač         | 25         | 0          | 5           | 0          | 3                 | 0                 | 0                 | 0                 | 1             | 0             | 0             | 0             | 5                | 0                | 0                | 1                | 34       | 0      | 5           | 1          |
| A. Ledwoń        | 7          | 0          | 1           | 0          | 0                 | 0                 | 0                 | 0                 | 0             | 0             | 0             | 0             | 0                | 0                | 0                | 0                | 7        | 0      | 1           | 0          |
| H. Lehnhoff      | 31         | 3          | 1           | 0          | 3                 | 0                 | 1                 | 0                 | 1             | 0             | 0             | 0             | 10               | 1                | 1                | 0                | 45       | 4      | 3           | 0          |
| D. Lottner       | 14         | 1          | 3           | 0          | 2                 | 0                 | 0                 | 0                 | 0             | 0             | 0             | 0             | 3                | 0                | 0                | 0                | 19       | 1      | 3           | 0          |
| E. Meijer        | 26         | 6          | 7           | 0          | 4                 | 0                 | 1                 | 0                 | 0             | 0             | 0             | 0             | 9                | 3                | 1                | 0                | 39       | 9      | 9           | 0          |
| T. Nehrbauer     | 0          | 0          | 0           | 0          | 0                 | 0                 | 0                 | 0                 | 0             | 0             | 0             | 0             | 0                | 0                | 0                | 0                | 0        | 0      | 0           | 0          |
| A. Neuendorf     | 1          | 0          | 1           | 0          | 0                 | 0                 | 0                 | 0                 | 1             | 0             | 0             | 0             | 0                | 0                | 0                | 0                | 2        | 0      | 1           | 0          |
| J. Nowotny       | 23         | 0          | 2           | 0          | 3                 | 0                 | 0                 | 0                 | 0             | 0             | 0             | 0             | 6                | 0                | 0                | 0                | 32       | 0      | 2           | 0          |
| C. Ramelow       | 33         | 2          | 4           | 0          | 4                 | 0                 | 1                 | 0                 | 1             | 0             | 0             | 0             | 9                | 1                | 3                | 0                | 47       | 3      | 8           | 0          |
| T. Reichenberger | 0          | 0          | 0           | 0          | 0                 | 0                 | 0                 | 0                 | 0             | 0             | 0             | 0             | 0                | 0                | 0                | 0                | 0        | 0      | 0           | 0          |
| P. Rink          | 29         | 9          | 4           | 0          | 4                 | 0                 | 0                 | 0                 | 1             | 0             | 0             | 0             | 9                | 2                | 1                | 0                | 43       | 11     | 5           | 0          |
| R. Rydlewicz     | 1          | 0          | 0           | 0          | 0                 | 0                 | 0                 | 0                 | 1             | 0             | 0             | 0             | 2                | 0                | 0                | 0                | 4        | 0      | 0           | 0          |
| J. Schmadtke     | 0          | 0          | 0           | 0          | 0                 | 0                 | 0                 | 0                 | 0             | 0             | 0             | 0             | 0                | 0                | 0                | 0                | 0        | 0      | 0           | 0          |
| B. Skammelsrud   | 8          | 0          | 0           | 0          | 0                 | 0                 | 0                 | 0                 | 0             | 0             | 0             | 0             | 0                | 0                | 0                | 0                | 8        | 0      | 0           | 0          |
| R. Vollborn      | 2          | 0          | 0           | 0          | 0                 | 0                 | 0                 | 0                 | 0             | 0             | 0             | 0             | 0                | 0                | 0                | 0                | 2        | 0      | 0           | 0          |
| A. Voss          | 0          | 0          | 0           | 0          | 0                 | 0                 | 0                 | 0                 | 0             | 0             | 0             | 0             | 0                | 0                | 0                | 0                | 0        | 0      | 0           | 0          |
| T. Wittek        | 0          | 0          | 0           | 0          | 0                 | 0                 | 0                 | 0                 | 0             | 0             | 0             | 0             | 0                | 0                | 0                | 0                | 0        | 0      | 0           | 0          |
| C. Wörns         | 29         | 1          | 10          | 1          | 3                 | 0                 | 0                 | 0                 | 1             | 0             | 0             | 0             | 9                | 0                | 1                | 0                | 42       | 1      | 11          | 1          |
| M. Zuraski       | 0          | 0          | 0           | 0          | 0                 | 0                 | 0                 | 0                 | 0             | 0             | 0             | 0             | 0                | 0                | 0                | 0                | 0        | 0      | 0           | 0          |
| B. Živković      | 16         | 1          | 2           | 0          | 3                 | 0                 | 1                 | 0                 | 0             | 0             | 0             | 0             | 6                | 0                | 1                | 0                | 25       | 1      | 4           | 0          |